# Hyles costata
Hyles costata es una polilla de la  familia Sphingidae. Vuela en Mongolia y áreas adyacentes de Rusia. También hay registros de que vuela en el lejano este y sur de China (Heilongjiang y Gansu). Es probable que esté más ampliamente distribuido en el norte de China.
Su envergadura va de 70 a 82 mm. En China, los adultos vuelan más allá de julio. En Mongolia y Rusia vuela de junio a agosto.
Las larvas se alimentan de especies de Aconogonon, Polygonum y Rumex.

## Sinonimia
- Sphinx costata von Nordmann, 1851
- Hyles costata solida Derzhavets, 1979
- Hyles costata exilis Derzhavets, 1979
- Celerio costata confusa (Gehlen, 1928)